# Oče naš
Oče naš (lat. Pater noster) kršćanska je molitva dana od samog Isusa Krista i zapisana u Bibliji. Mole je sve kršćanske sljedbe.
Evanđeoski izvještaji donose dva različita teksta ove molitve. Evanđelje po Luki (11: 2-4) ima nešto sažetiji tekst koji započinje riječima »Oče, sveti se ime tvoje«, dok Evanđelje po Mateju (6: 9-13) donosi duži tekst, koji se koristi i u liturgiji Crkve, a započinje riječima »Oče naš, koji jesi na nebesima«. Kod Luke, Isusa njegovi učenici traže da ih nauči moliti, nakon što su i njega vidjeli kako moli. Nakon što ih je poučio ovoj molitvi, Isus nastavlja govoriti o tome kako moraju imati povjerenja u Boga koji uvijek čuje njihove prošnje. Kod Mateja, »Oče naš« dio je Govora na gori i to onog njegovog dijela koji se neposredno tiče milostinje, molitve i posta. Sva ova tri čina čovjek mora vršiti u skrovitosti, a ne iz želje da ga drugi vide i pohvale. 
Važno je primijetiti aramejski izvornik naziva za Boga Oca.

## »Oče naš«na hrvatskom jeziku
Oče naš,

koji jesi na nebesima, 

sveti se ime Tvoje, 

dođi kraljevstvo Tvoje, 

budi volja Tvoja, 

kako na nebu, tako i na zemlji. 
Kruh naš svagdanji daj nam danas, 

i otpusti nam duge naše, 

kako i mi otpuštamo dužnicima našim, 

i ne uvedi nas u napast, 

nego izbavi nas od Zla!. 

Amen.

## "Zli" ili "zlo"?
Suvremeni hrvatski prijevodi "Očenaša" bitnije se razlikuju jedino po prijevodu posljednje riječi te najpoznatije kršćanske molitve.
Slijedeći tradicionalne hrvatske prijevode, Ljudevit Rupčić je u glasovitoj Zagrebačkoj Bibliji koju je izdala nakladnička kuća "Stvarnost" (1. izdanje 1968. godine), tu riječ tj. pojam: "τοῦ πονηροῦ" - fonetski: "tu ponēru" - preveo sa: "zla". 
Danas se međutim takav prijevod smatra pogrešnim ili u najmanju ruku nepreciznim. Tako u prijevodu Bonaventure Dude i Marijana Jerka Fućaka (1. izdanje 1973. godine) pojam "τοῦ πονηροῦ" je preveden sa "Zloga" u smislu konkretne osobe, a ne zla općenito. Takvo tumačenje se poklapa sa značenjem tog termina u konkretnome kontekstu i u duhu grčkog izvornika, kao i s navodima samog Matejeva Evanđelja: 5,37; 13,19; 13,38). Poslije je tu činjenicu prihvatio i Ljudevit Rupčić, pa i on u kasnijim izdanjima svojeg prijevoda Novog zavjeta pojam "τοῦ πονηροῦ" prevodi sa "Zloga", u smislu posve konkretne osobe.
Ako bi se tako moglo reći, svojevrsnu utjehu našim prevoditeljima predstavlja činjenica da ni njihovi europski kolege navedene stihove "Očenaša" najčešće nisu prevodili u skladu s grčkim izvornikom, pa tako i u najutjecajnijem prijevodu Biblije uopće, onom engleskoga kralja Jakova (Biblija kralja Jakova) koja je nakon izlaska 1611. doživjela bezbrojna ponovljena izdanja, u Matejevu stihu 6,13 stoji pogrešan prijevod: "deliver us from evil", umjesto: "deliver us from the evil one" - kako to točno stoji u većini suvremenih engleskih prijevoda toga stiha.
Istu pogrešku nalazimo i u prijevodima Matejevog evanđelja na njemački jezik, pa Christoph Schönborn u svojoj knjizi "Apostolsko vjerovanje" o tome piše: "Sigurno, u Očenašu radi se također o svim zlima, međutim to nije "zlo" na koje smjera molitva na prvom mjestu, nego "Zli": U toj molitvi, Zli nije neka apstrakcija nego označava osobu, a to je Sotona, Zli, anđeo koji se suprotstavlja Bogu. "Đavo, diabolos, jest onaj, koji se bori protiv Božjih nacrta i Božjeg djela spasenja." (KKC 2851)."

## "Jer Tvoje je kraljevstvo i moć i slava u vijekove"
Brojni stari rukopisi molitvu "Oče naš" donose u inačici u kojoj posljednji stih glasi: "Jer tvoje je kraljevstvo i moć i slava u vijekove". Taj se stih danas izostavlja u rimokatoličkim, ali i većini protestantskih prijevoda, jer vlada mišljenje da je riječ o formuli koja zapravo potječe iz rane liturgije.
Bilo kako bilo, Calvin je vjerojatno bio u pravu kada je ustvrdio da nas taj stih podsjeća da sve naše molitve "nemaju drugog temelja osim samog Boga".

## »Oče naš«na grčkom jeziku (i transliteracija)
Πάτερ ἡμῶν ὁ ἐν τοῖς οὐρανοῖς·

ἁγιασθήτω τὸ ὄνομά σου·

ἐλθέτω ἡ βασιλεία σου·

γεννηθήτω τὸ θέλημά σου,

ὡς ἐν οὐρανῷ καὶ ἐπὶ τῆς γῆς·

τὸν ἄρτον ἡμῶν τὸν ἐπιούσιον δὸς ἡμῖν σήμερον·

καὶ ἄφες ἡμῖν τὰ ὀφειλήματα ἡμῶν,

ὡς καὶ ἡμεῖς ἀφίεμεν τοῖς ὀφειλέταις ἡμῶν·

καὶ μὴ εἰσενέγκῃς ἡμᾶς εἰς πειρασμόν,

ἀλλὰ ῥῦσαι ἡμᾶς ἀπὸ τοῦ πονηροῦ.

ἀμήν.

Pater hēmōn ho en tois uranois,

hagiasthētō to onoma su;

elthetō hē basileia su;

genēthētō to thelēma su,

hōs en ouranōi, kai epi tēs gēs;

ton arton hēmōn ton epiusion dos hēmin sēmeron;

kai aphes hēmin ta opheilēmata hēmōn,

hōs kai hēmeis aphiemen tois opheiletais hēmōn;

kai mē eisenenkēis hēmas eis peirasmon,

alla rhusai hēmas apo tu ponēru.

Amēn.

## »Oče naš«na latinskom jeziku
Pater noster, 

qui es in cælis,
sanctificetur nomen tuum;

Adveniat regnum tuum. 

Fiat voluntas tua, sicut in cælo et in terra. 

Panem nostrum quotidianum da nobis hodie. 

Et dimitte nobis debita nostra, 

Sicut et nos dimittimus debitoribus nostris, 

Et ne nos inducas in tentationem;

Sed libera nos a malo. 

Amen.

## Druge hrvatske varijante
Oče naš po predvukovskom pravopisu:
Gradišćansko-hrvatski:

Oče naš, ki si na nebesi,

sveti se ime tvoje, 

pridi kraljevstvo tvoje, 

budi volja tvoja, 

kako na nebu tako i na zemlji. 

Kruh naš svakidanji daj nam danas, 

i otpusti nam duge naše, 

kako i mi otpušćamo dužnikom našim, 

i ne zapeljaj nas u skušavanje, 

nego oslobodi nas od zla. Amen.
Gradišćansko-hrvatski (stare verzije):

Otac naš, ki si na nebesih.

Sveti se jime tvoje.

Pridi kraljestvo tvoje.

Budi volja tvoja,

kako na nebi, tako na zemlji.

Kruh naš sakidanji daj nam ga denas.

Odpusti nam duge naše,

kot i mi odpuščamo dužnikom našim.

I ne zapeljaj nas va skušavanje.

Nego oslobodi nas od zla. Amen.
Kajkavsko-hrvatski (međimurskog dijalekta):

Japek naš ki si v nebesih, 

nek se sveti ime Tvoje, 

nek prihaja cesarstvo Tvoje, 

nek bu volja Tvoja  

kak na nebi tak i na zemlje. 

Kruhek naš vsakdanešnji nam daj denes 

ter odpuščaj nam duge naše, 

kak i mi odpuščamo dužnikom našim. 

ter naj nas vpelati v skušnje, 

nek nas zbavi od vsakih hudobah. Amen.

Kajkavsko-hrvatski (književnog jezika):

Otec naš, koji jesi na nebesih,

sveti se ime tvoje,

dojdi kraljevstvo tvoje,

budi volja tvoja,

kak na nebu, tak i na zemlji.

Kruha našega vsagdašnjega daj

nam ga denes

i odpusti nam duge naše,

kak i mi odpuščamo dužnikom našem,

i ne vpeljaj nas vu skušavanje,

nego oslobodi nas od zla.

Amen.

Starohrvatski (starocrkvenoslavenski hrvatske redakcije):

Otče naš iže jesi na nebesih 

sveti se ime Tvoje. 

Pridi cesarstvo Tvoje 

budi volja Tvoja 

jako na nebu i na zemlji. 

Hlib naš vsedanji daj nam ga danas 

i otpusti nam dlgi naše 

jakože i mi otpuščaem dlge dlžnikom našim. 

I ne vavedi nas v napast 

na izbavi nas od neprijazni. 

Molitav Gospodnja iz "Psaltira" biskupa Šimuna Kožičića Benje, objavljenog u Rijeci 1530. godine: 

Otče naš ki jesi na nebesih:

sveti se ime Tvoje

Pridi cesarastvo Tvoje.

Budi volja Tvoja: kako na nebesi: i na zemlji.

Hleb naš vsagdašnji daj nam danas.

I otpusti nam dlgi naše:

kako i mi otpušćamo dlžnikom našim.

I ne vavedi nas v napast.

Na izbavi nas od zla.

Amen.
Oče naš iz rječnika Fausta Vrančića: